# Szlávy János
Szlávy János (Nagyvárad, 1772. január 6. – 1840. augusztus 29.) jurátus. Szlávy György (1766–1818) testvére.

## Életpályája
Szülei: Szlávy György (1726–1801) és Laczkovics Magdolna (?–1795) voltak. A magyar jakobinus mozgalomban való részvétele miatt 1795-ben halálra ítélték, de kegyelmet kapott. 8 évi börtön után 1803-ban szabadult, majd bihari birtokán gazdálkodott.